# 中心山 (佛罗里达州)
中心山（英語：Center Hill），是美国佛罗里达州薩姆特縣下属的一座城市。建立于1925年。面积约为4.5平方公里（约合1.8平方英里）。根据2010年美国人口普查，该市有人口988人。论人口在本州排行第330。